# Пожарський Петро Ничипорович
Пожарський Петро Ничипорович (22 січня 1878, Київська губернія — 28 вересня 1933, Київ) — кооператор, член Української Центральної Ради. Автор низки книг з історії кооперативного руху в Україні. Голова Київського центрального сільсько-господарського товариства (1915). Брав участь в організації Всеросійської виставки в Києві 1913 року. Автор «Нарисів з історії Української кооперації» (1919). Голова ради Союзбанку. Член УСДРП. Викладач Київського кооперативного інституту.
Похований на Лукʼянівському цвинтарі (12 ряд, 16 місце).
Дружина - Віра Ісаківна Вишневська (1889-?)
Донька - Наталія Никифорівна Пожарська (27 січня 1918, Київ - не раніше 18 червня 1983)

## Твори
- Пожарський П. Нариси з історії Української кооперації. — К.: Вид. авторів «Українська кооперація», 1919. — 19 с. — (Вид-во авторів «Українська кооперація». — № 1)
- Пожарський П. Соціальний склад української кооперації. Історико-статистичний нарис. — К.: Друк. К. Ф. Книгоспілки, 1928. — 68 с.
- Пожарський П. Кооперативна освіта на Україні (огляд). — К.: Вид. авторів «Українська кооперація», 1919. — 16 с. — (Вид-во авторів «Українська кооперація». — № 2)
- Пожарський П. Українська кооперація й царська охранка. — К., 1930. — 24 с.